# Kleiner Plöner See
De Kleine Plöner See is een meer in het district Plön in de Holsteinische Schweiz in de Duitse deelstaat Sleeswijk-Holstein.
Het ligt ten westen van de stad Plön. Het eigendomsrecht is verdeeld over de deelstaat en meerdere private personen.
De Schwentine stroomt langs twee verschillende beddingen vanuit de Großer Plöner See naar dit meer, namelijk:
- ten westen van het Prinzeninsel, door de Rohrdommelbocht en de Mühlensee.
- door de stad Plön, de Schwanensee en de Stadtsee.

De Kleine Plöner See is licht eutroof.